# 코프라

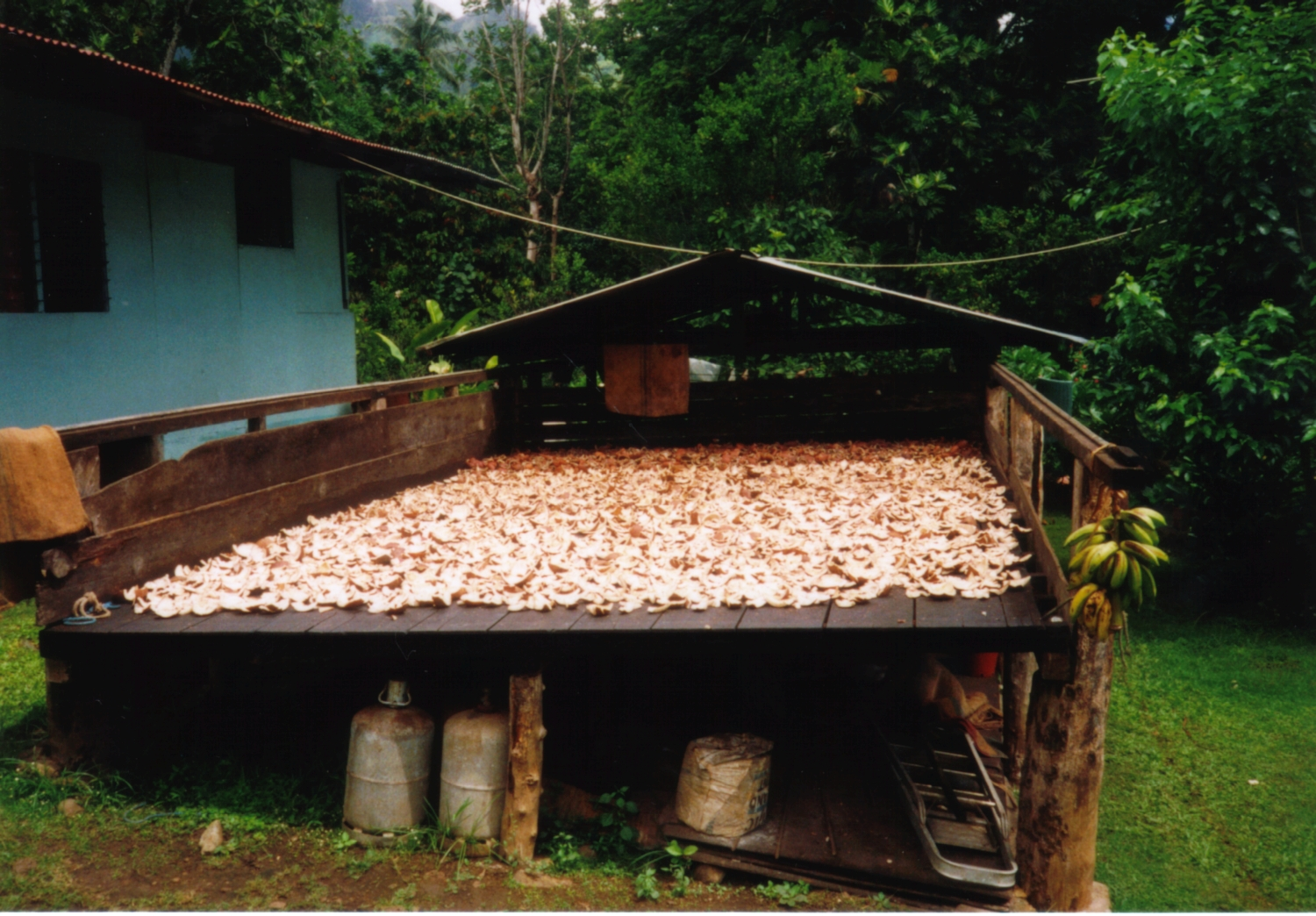
코프라를 만들기 위하여 코코넛을 말리고 있다.

코프라(말라얄람어: കൊപ്ര)는 코코넛의 말린 알맹이 혹은 열매이다.
코코넛기름은 전통적으로 비비거나 빻은 코프라를 물에 끓여 추출한다. 코프라는 1860년대 사우스 시 컴퍼니 (South Sea Company)와 남아시아 상인들에 의해 상업용 제품으로 개발되었다. 현재, 코코넛 유 추출 공정은 코코넛 유를 생산하기 위해 코프라를 압착함으로써 이루어지며, 부산물은 코프라 케이크나 코프라 카루로서 알려져 있다. 이 부산물들은 대개 농가에서 가축의 사료로 소비된다.